# Quinto Pedio
Quinto Pedio (en latín, Quintus Pedius; m. 43 a. C.) fue un político y general romano que vivió los últimos acontecimientos de la República Romana, era hijo de Quinto Pedio y sobrino nieto de Cayo Julio César. 

## Familia
Según Suetonio Pedio era nieto de Julia la Menor, la hermana mayor de César, pero Glandorp ha conjeturado, no sin razón, que Pedio podría ser no el nieto sino el hijo de Julia la Menor, puesto que ejerció altos cargos en vida de César. 

## Carrera política
Pedio sirvió como legatus de su tío abuelo (o tío) durante la Guerra de las Galias de 57 a. C. a 55 a. C., año en el que volvió a Roma para presentarse a la edilidad, junto con Gneo Planius y otros, elecciones en las que fue derrotado. En la Galia comandó con Lucio Aurunculeyo Cota la caballería de Julio César a la batalla de Áxona, en la que los belgas fueron vencidos.
Cuando estalló la guerra civil entre Cayo Julio César y Cneo Pompeyo Magno en 49 a. C., Pedio se unió a su tío-abuelo. En 48 a. C., Pedio obtuvo el cargo de pretor como un nombramiento personal de César, permaneciendo en Italia. Ese mismo año, Pedio derrotó a Tito Anio Milón cerca de Turios, en Lucania. En 45 a. C. sirvió como legado contra los pompeyanos en Hispania, y participó en la batalla de Munda. César recompensó a su pariente con un triunfo y le otorgó el título de procónsul.
César fue asesinado en Roma en marzo de 44 a. C. En el testamento de César, Pedio figuraba como uno de los herederos. Al igual que su primo Lucio Pinario recibió una octava parte de los bienes de César. El resto de los bienes de César fueron para su heredero Cayo Octavio, el futuro emperador Augusto. Pedio renunció a su parte de la herencia en beneficio de Octavio.
En abril de 43 a. C., tras la victoria en la batalla de Mutina, y muertos los cónsules Aulo Hircio y Cayo Vibio Pansa, Octaviano marchó contra Roma a la cabeza de un ejército. En agosto de ese mismo año, Octaviano fue nombrado para el consulado, junto con Pedio. 
Durante su consulado Pedio elaboró una ley, la Lex Pedia, que declaraba enemigos públicos a todos los asesinos de César y los condenaba a muerte. Pedio quedó como gobernador de Roma cuando su primo Octaviano marchó hacia el Norte de Italia. Al reunirse Octaviano con Marco Antonio y Marco Emilio Lépido, Pedio propuso anular la sentencia de proscripción que tenían estos últimos. El Senado se vio obligado a aprobar esta ley. No mucho después de esto, Octaviano, Antonio y Lépido formaron el Segundo Triunvirato en Bononia. 
Llegaron a Roma noticias de que los triunviros habían hecho listas de proscritos que estuvieron a punto de causar una revuelta en la ciudad puesto que no se sabía quiénes integraban estas listas. Pedio apenas pudo evitar una insurrección abierta, y al día siguiente, declaró, sin saber nada, que sólo 17 personas habían sido condenadas a muerte y dio garantías para los otros. La tensión vivida le causó tal fatiga física que murió a la noche siguiente, en noviembre de 43 a. C.

## Matrimonio y descendencia
Pedio contrajo matrimonio con una mujer noble llamada Valeria, que era la hermana del cónsul, senador y orador romano, Marco Valerio Mesala Corvino. Pedio y Valeria tuvieron un único hijo llamado Quinto Pedio Publícola, senador romano conocido por su brillante oratoria.
| Precedido por: Cayo Vibio Pansa y Aulo Hircio | Cónsul (sufecto) de la República Romana junto con Cayo Julio César Octaviano 43 a. C. | Sucedido por: Cayo Carrinas y Publio Ventidio Baso |